# Glyptothorax naziri
Glyptothorax naziri är en fiskart som beskrevs av Mirza och Naik, 1969. Glyptothorax naziri ingår i släktet Glyptothorax och familjen Sisoridae. Inga underarter finns listade i Catalogue of Life.